# 집합과

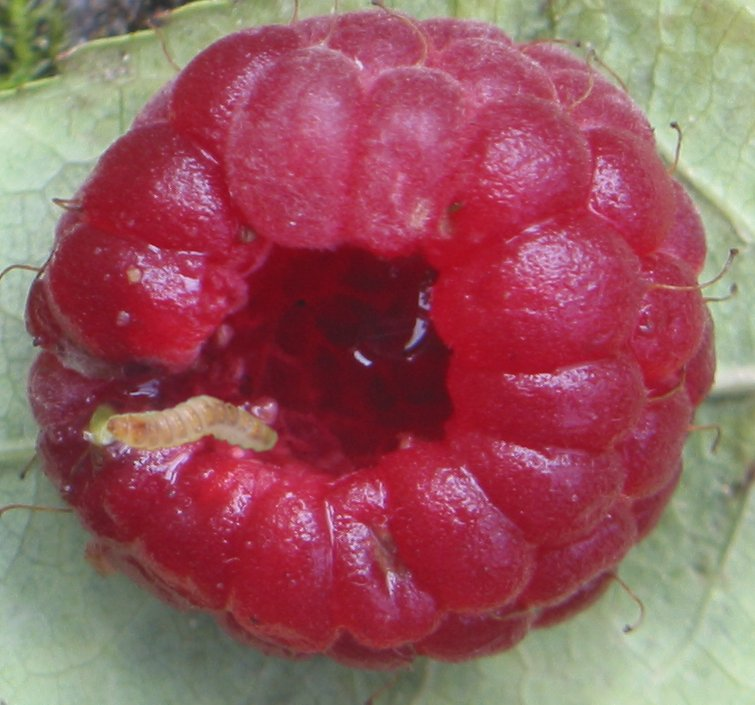
라즈베리 열매(라즈베리 딱정벌레 유충과 함께 표시됨)는 여러 개의 핵과가 모인 집합과이다

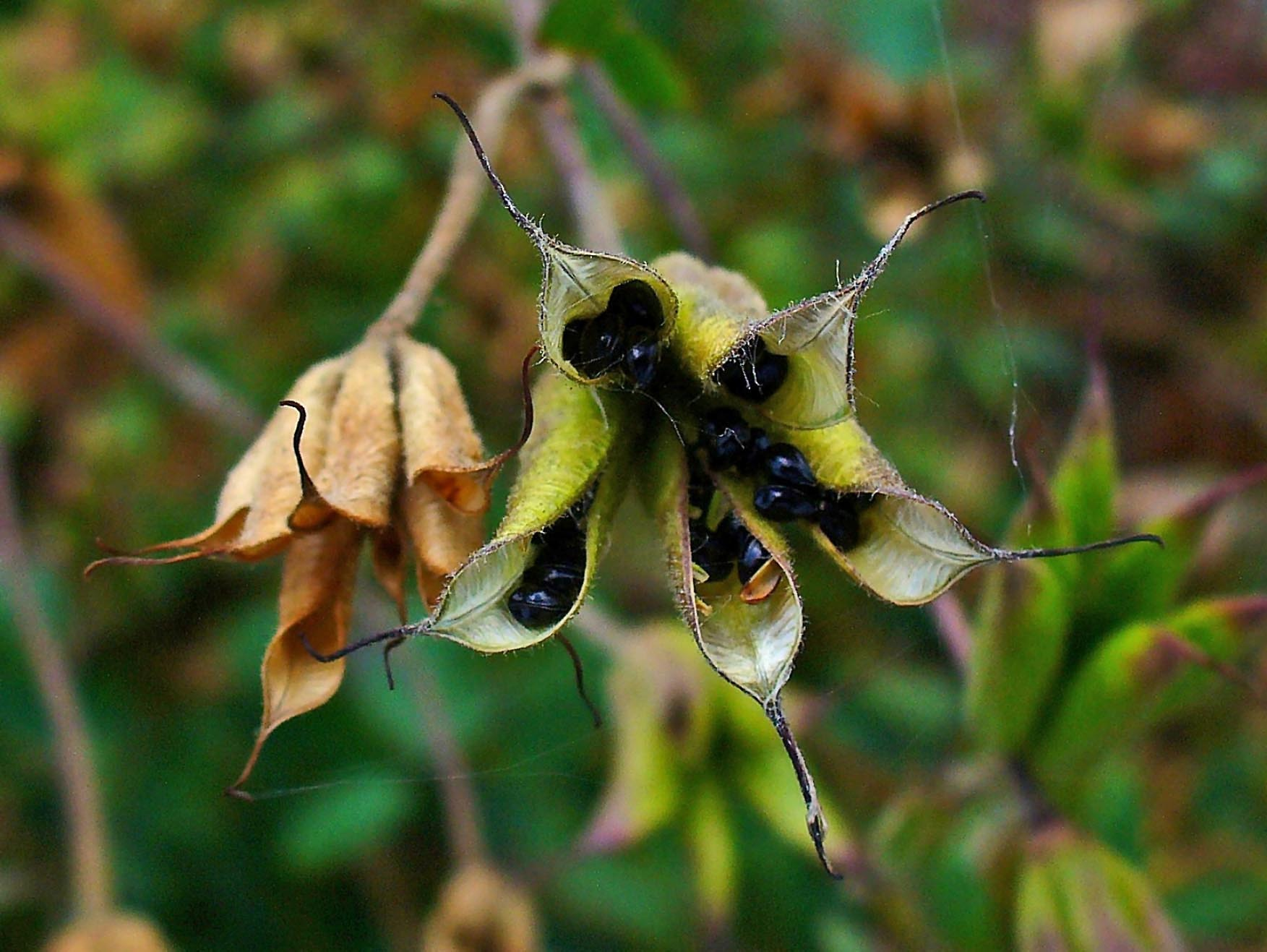
매발톱속 꽃의 열매는 하나의 꽃에 있는 여러 개의 씨방에서 형성되는 열매로, 모려과이다. 그러나 모려과가 서로 융합되지 않아 집합과로 간주되지 않는다

집합과(集合果), 취과(聚果), 복과(複果) 또는 에테리오(etaerio, /ɛˈtɪərioʊ/)는 하나의 꽃 안에 분리되어 있던 여러 개의 씨방이 합쳐져서 발달하는 과일이다. 반면에 단순과는 하나의 씨방에서 발달하고, 겹열매는 여러 꽃에서 발달한다. 영어 이외의 언어에서는 "집합과"와 "겹열매"의 의미가 반대되어 "집합과"는 여러 꽃을 합친 열매를 의미한다. 의미의 차이는 존 린들리에 의해 용어가 뒤바뀌면서 발생했으며, 대부분의 영어권 저자들이 이를 따랐다.
모든 씨방이 여러 개인 꽃이 집합과를 형성하는 것은 아니다. 일부 꽃의 씨방은 단단히 결합하여 더 큰 열매를 만들지 않는다. 그 결과, 흔히 집합과로 오인되는 많은 열매가 형성된다. 집합과는 부속과일 수도 있는데, 이 경우 씨방 이외의 꽃 부분이 육질이 되어 열매의 일부를 형성한다.
집합과의 개별 부분은 여러 형태로 나타난다. 일반적인 예시는 다음과 같다.
- 핵과:
  - 라즈베리
  - 듀베리와 블랙베리, 역시 부속과이며 육질의 꽃턱을 가진다
- 수과:
  - 딸기, 역시 부속과이며 육질의 꽃턱을 가진다
  - 라넌큘러스속
- 모려과:
  - 목련속
- 시과:
  - 백합나무

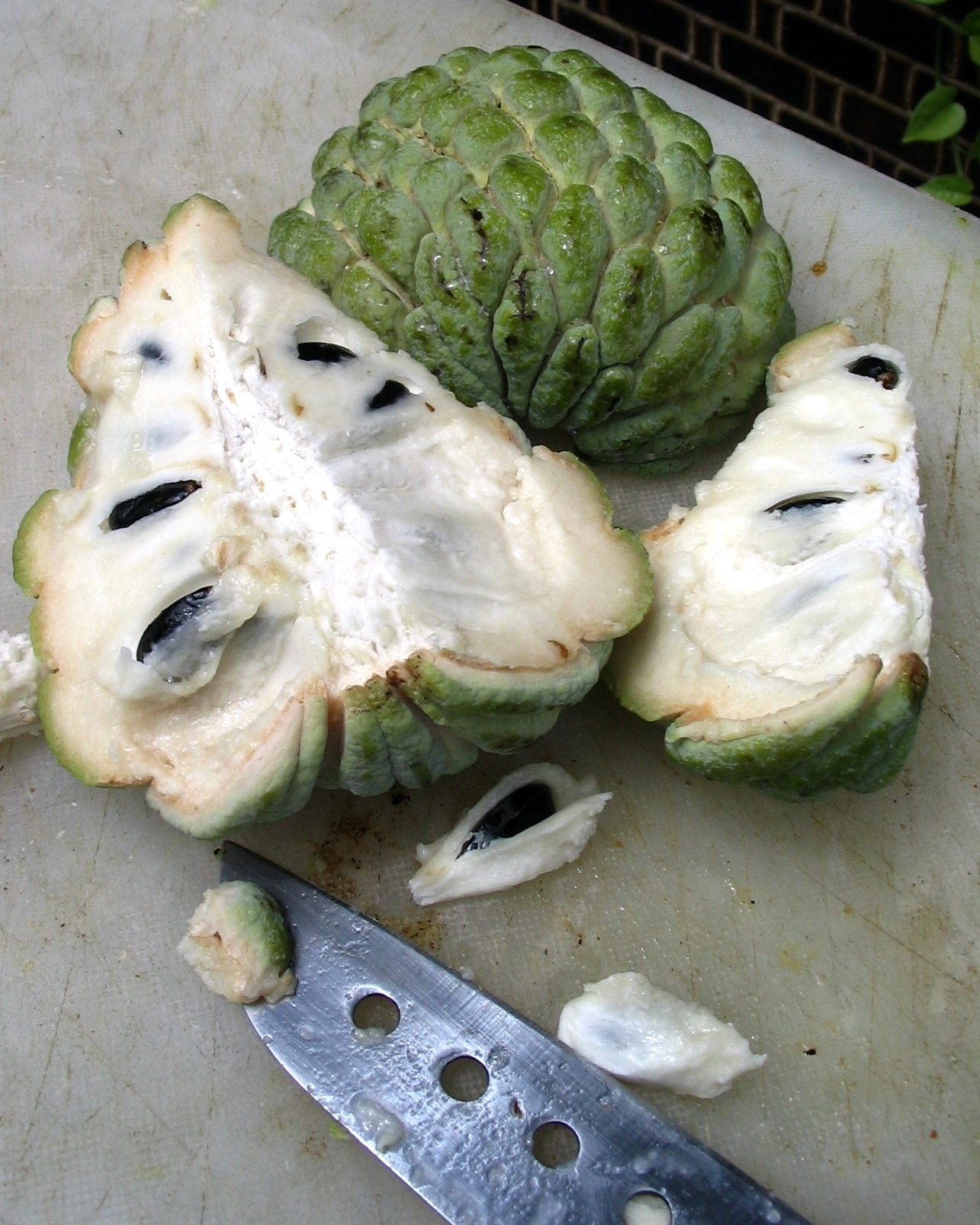
슈가애플 열매는 한 꽃의 암술과 꽃턱에서 형성된다

다른 집합과의 구성 요소는 정의하기가 더 어렵다. 예를 들어, 슈가애플 (안노나속 종) 열매는 개별적인 장과 같은 암술이 꽃턱과 융합하여 구성된다.

## 같이 보기
- 겹열매, 여러 꽃의 씨방에서 형성되어 집합과와 유사할 수 있는 구조
- 복합과, 열매가 집합과, 겹열매 또는 복합 씨방에서 형성된 단순과인지 명확하지 않을 때 사용되는 용어
- 부속과, 열매의 일부 육질이 심피 외부 조직에서 유래한 열매
- 심피, 씨방의 "구성 요소"